# Joseph Szabo (photographe)
Pour les articles homonymes, voir Szabo et Joseph Szabo.
Joseph Szabo, né en 1944 à Toledo (Ohio), est un photographe américain.

## Biographie
Szabo étudie la photographie à l'institut Pratt, où il obtient un Master of Fine Arts. Entre 1972 et 1999, il enseigne les arts plastiques dans un lycée de Long Island,. Il enseigne également au Centre international de la photographie.
Szabo est principalement connu pour ses photographies de la jeunesse américaine réalisées à partir des années 1970 et publiées dans plusieurs ouvrages. Son premier livre, Almost Grown, paraît en 1978. Il devient une source d'inspiration par les photographes de mode. L'une de ses photographies, intitulée Priscilla, illustre la pochette de l'album Green Mind du groupe de rock alternatif Dinosaur Jr. Rolling Stones Fans présente des images réalisées en 1978 durant un concert des Rolling Stones au JFK Stadium. Jones Beach, publié en 2010, rassemble des photographies prises à Jones Beach Island au long de plusieurs décennies.
Joseph Szabo est récompensé en 1984 par le National Endowment for the Arts, qui lui décerne un Visual Arts Fellowship.

## Ouvrages
- Almost Grown, New York, Harmony Books, 1978  (ISBN 0-517-53327-8)
- Teenage, Greybull Press, 2003
- Rolling Stones Fans, PAMbook, 2007
- Jones Beach, Harry N. Abrams Inc, 2010